# マルティン・ファン・マイテンス
マルティン・ファン・マイテンス（Martin van Meytens、姓は Mytens 、Mijtens、Meitens、Maitens、Maytens、Maydenz、Meydenz、 Mittenceなどとも表記される。1695年6月24日 - 1770年3月23日）は、オランダ出身の父親を持つ画家である。スウェーデンのストックホルム生まれで、ウィーンの王室で王室の人々の肖像画を描いた。

## 略歴
ストックホルムで生まれた。同名の父（Peter Martin van Mytens: 1648年 - 1736年）はオランダのデン・ハーグの生まれで、1677年頃スウェーデンに移り肖像画家として成功した人物である。親戚のジョルジュ・デスマレ（George Desmarées: 1697年 - 1776年）とともにマイテンスは父から絵画の手ほどきを受けた。
1714年に、イングランドへ渡り同地で活躍した肖像画家アンソニー・ヴァン・ダイク（1599年 - 1641年）の作品を学び、エナメル画の技術を学んだ。
1717年にはパリで、エナメル画を得意とするシャルル・ボア (Charles Boit) に学び、ボアとドレスデンに旅し、ザクセン選帝侯兼ポーランド王アウグスト2世の下で働いた。フランスではオルレアン公の庇護を受け、ロシア皇帝のための仕事もした。1721年からウィーンに2年滞在し、皇帝カール6世から宮廷画家として迎える意向を受けて、その前にイタリアでの修行をすることを申し出て、1723年から1727年の間イタリア各地を旅した。
1731年からウィーンに定住し、翌年宮廷画家となった。1740年にマリア・テレジアがハプスブルク家を継ぐと、帝室の家族に最も気に入られた画家となった。1759年にはウィーン美術アカデミーの校長に任じられた。広い工房を与えられ、弟子に背景などを描かせて多くの王族の肖像画を製作した。

## 作品

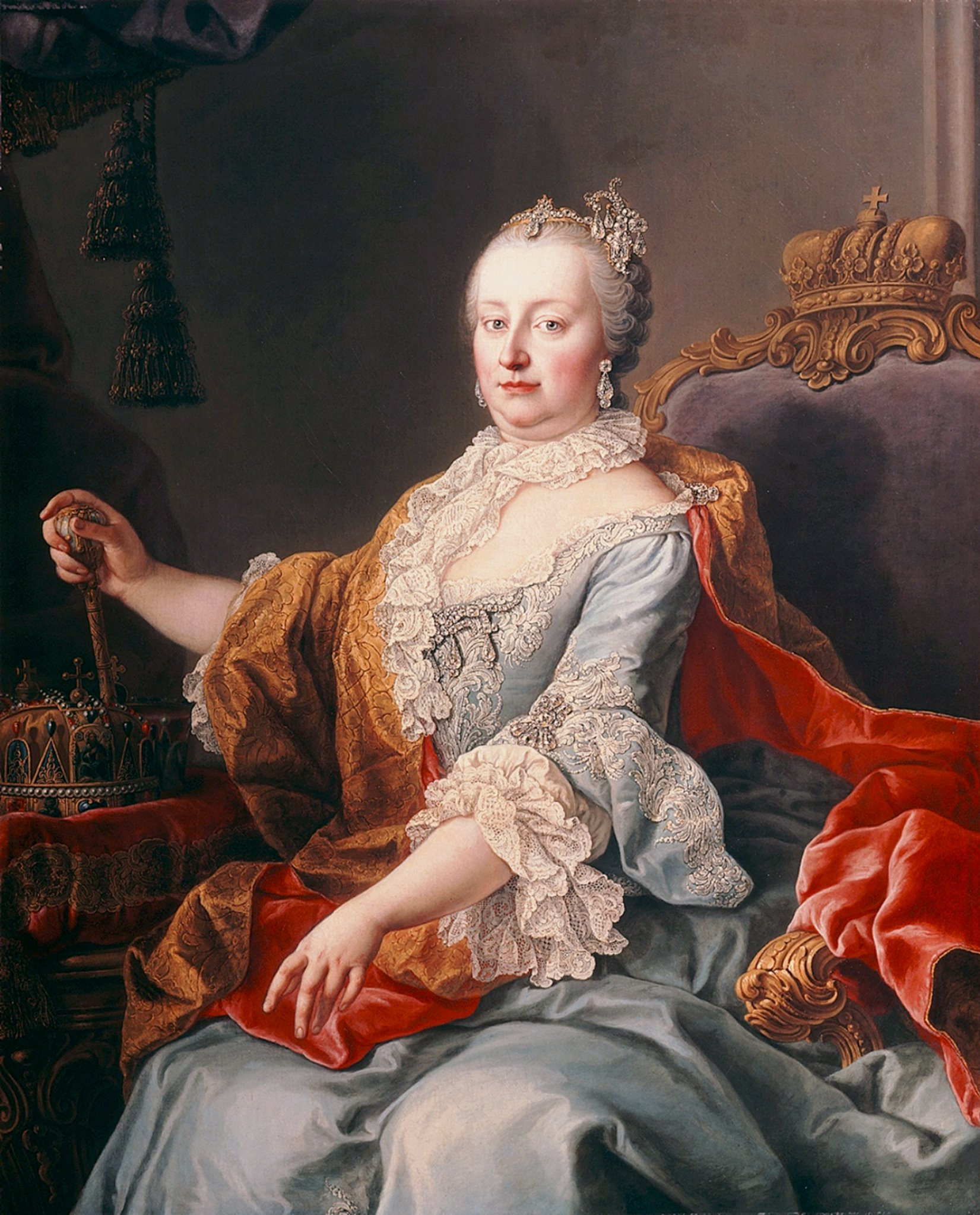
マリア・テレジア
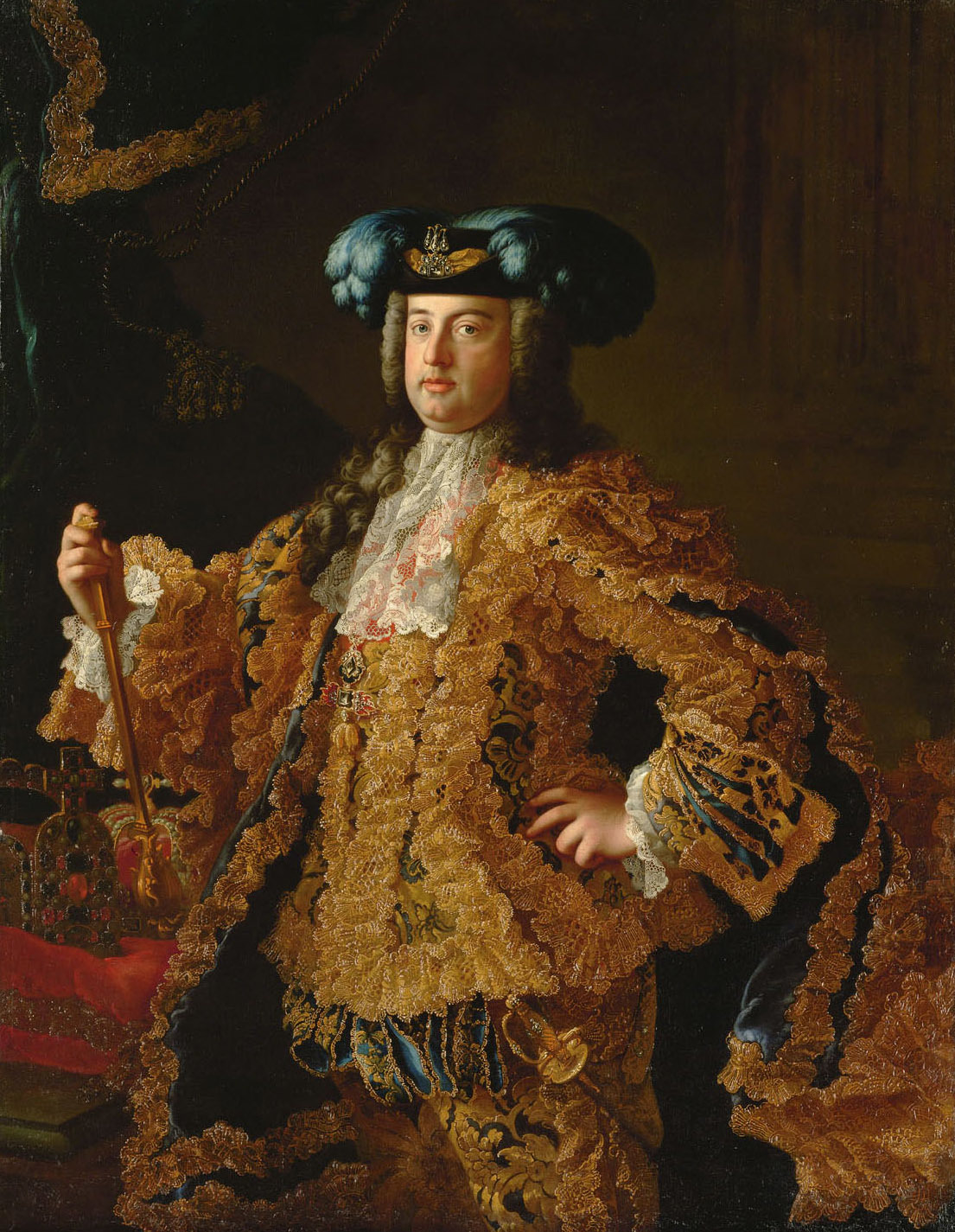
皇帝フランツ1世
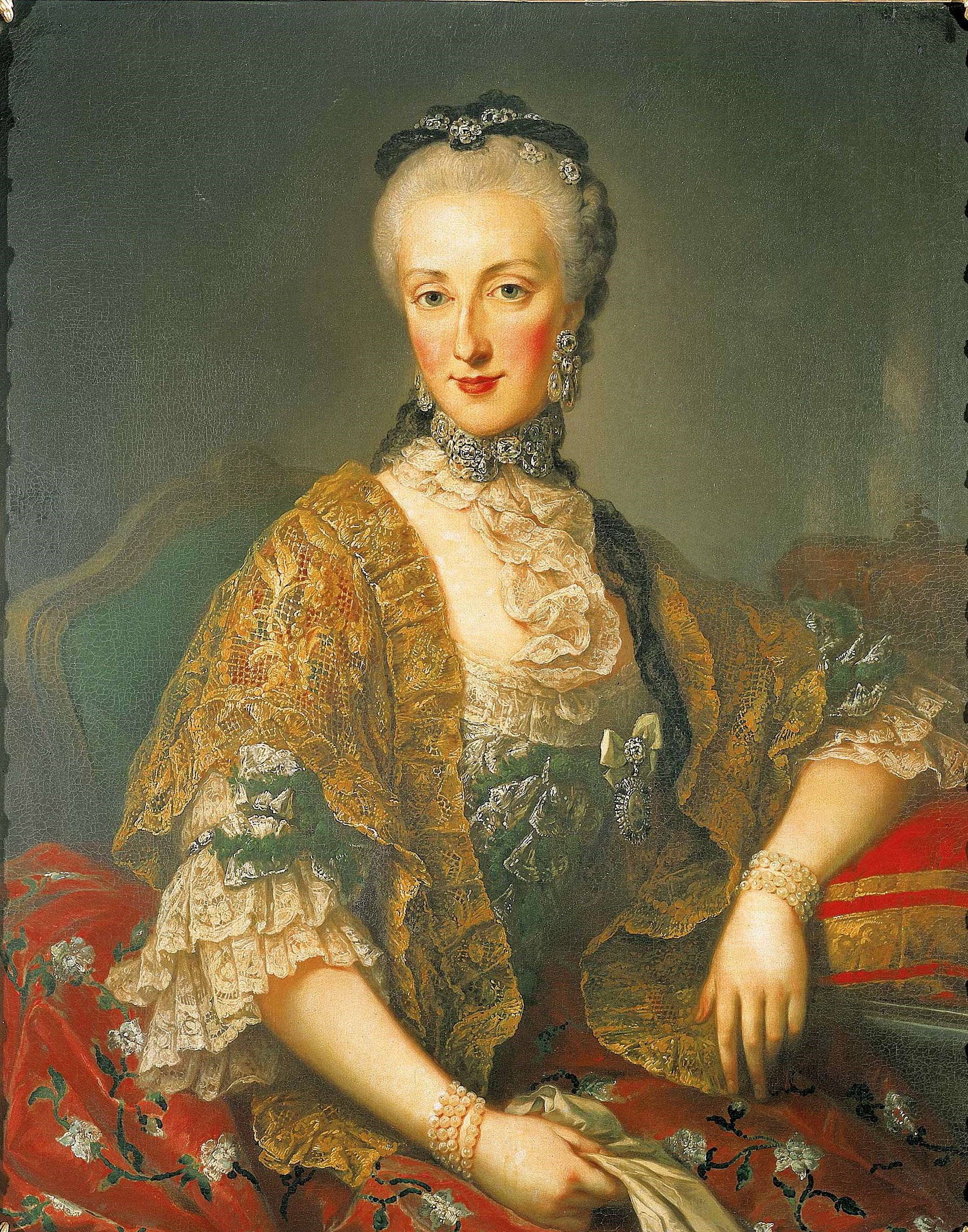
マリア・アンナ大公女
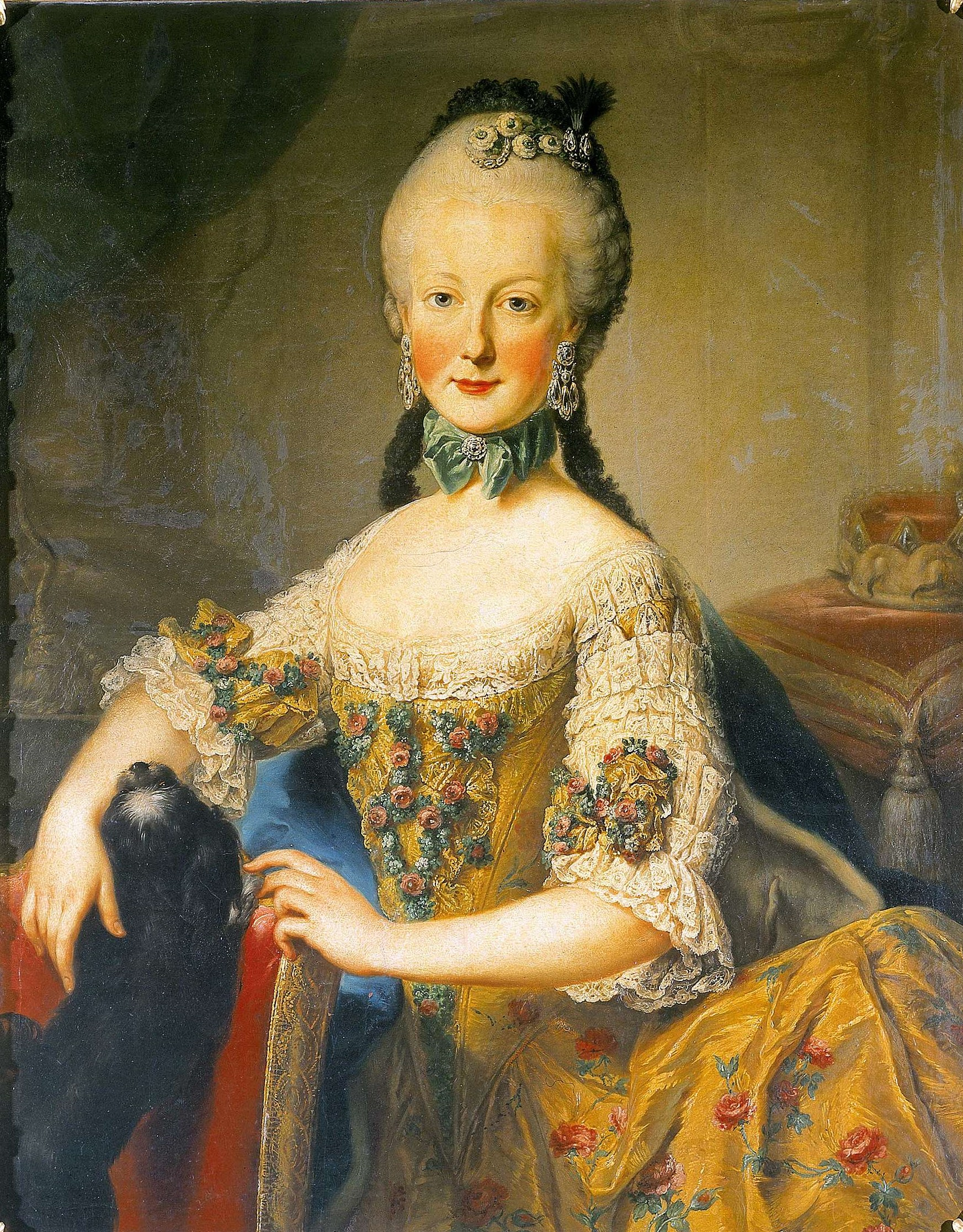
マリア・エリーザベト大公女
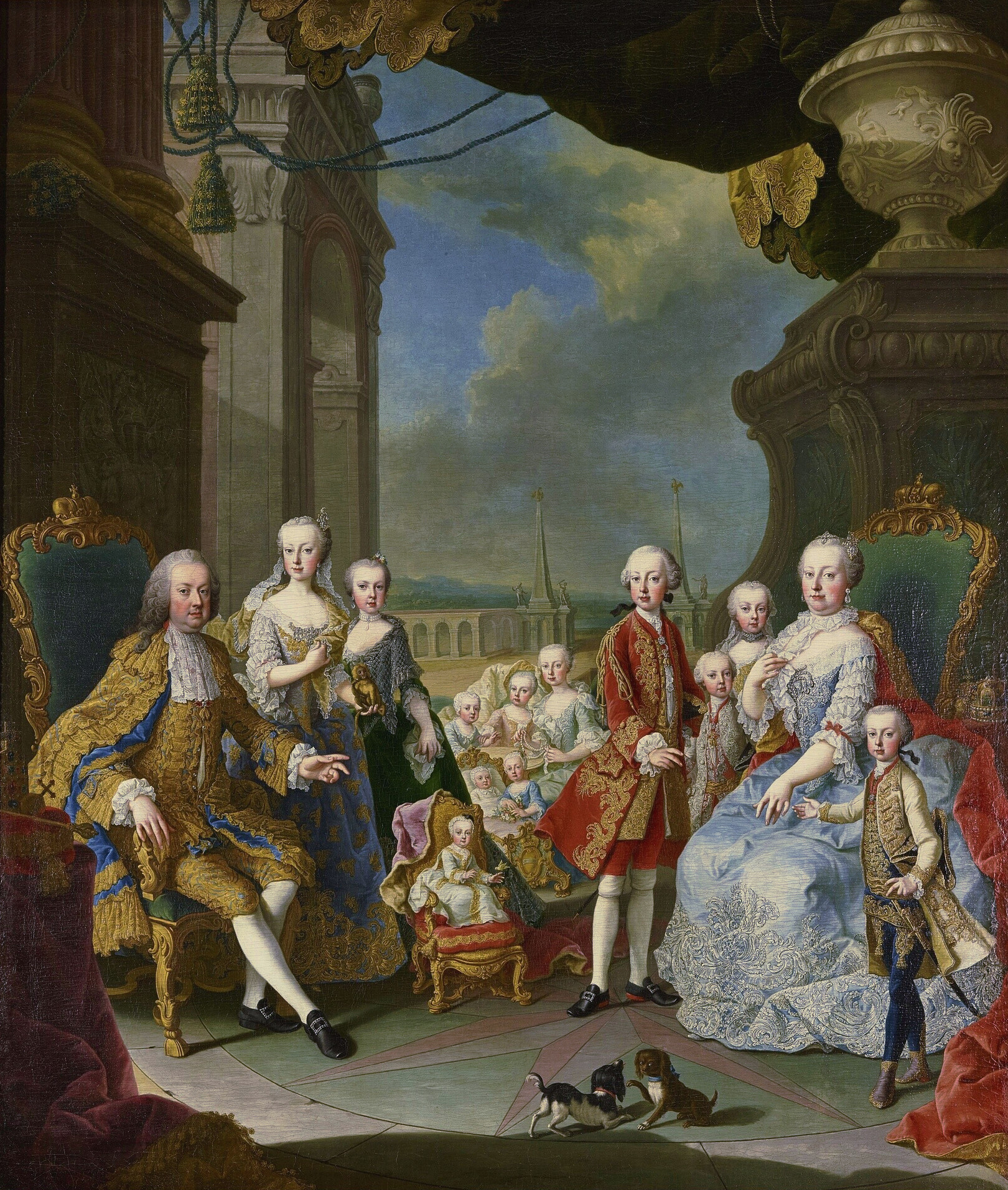
1755年の皇帝一家の肖像
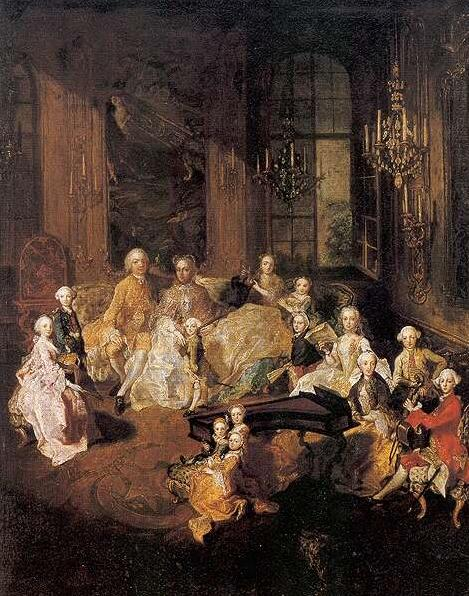
1758年の皇帝一家の肖像
フランツ1世とマリア・テレジアと家族
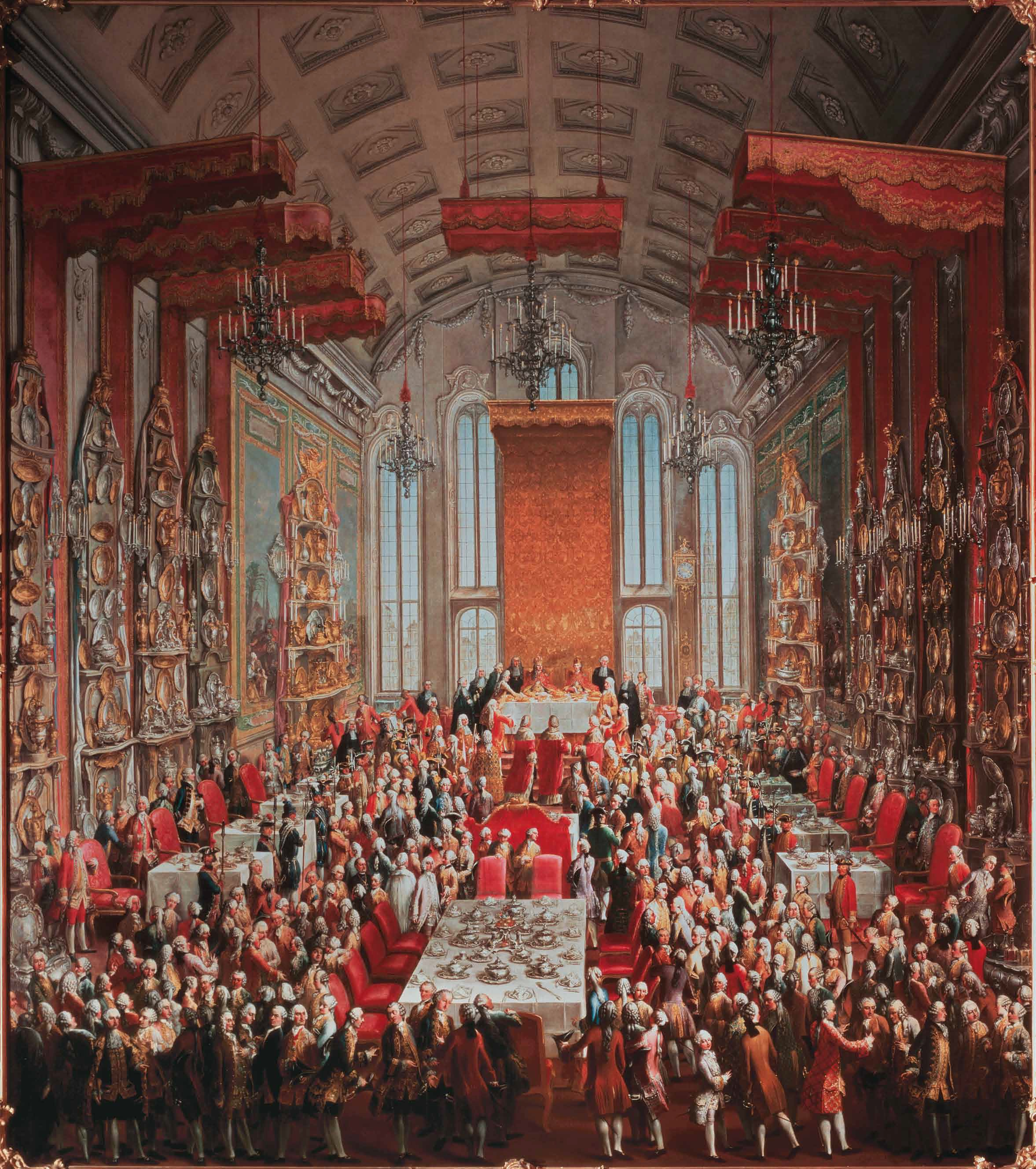